# Igreja de Santo António (Pante Macassar)

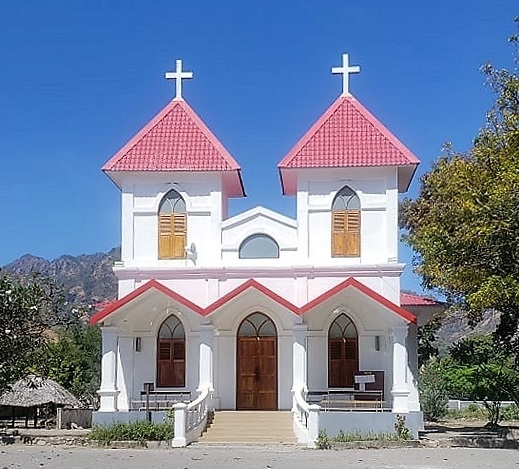
Igreja de Santo António (2021)

Igreja de Santo António (deutsch Kirche Sankt Antonius) in Pante Macassar ist eine Pfarrkirche in der osttimoresischen Exklave Oe-Cusse Ambeno. Sie gehört zum Erzbistum Dili. Die Kirche wurde 1965 noch in der portugiesischen Kolonialzeit errichtet und trug ursprünglich das Patrozinium Nossa Senhora do Rosário („Unsere Liebe Frau vom Rosenkranz“). Sie steht östlich der alten Anlegestelle im Zentrum der Stadt, mit Blick auf das Meer. In unmittelbarer Nähe steht eine Säule mit der Statue Unserer Lieben Frau vom Rosenkranz.

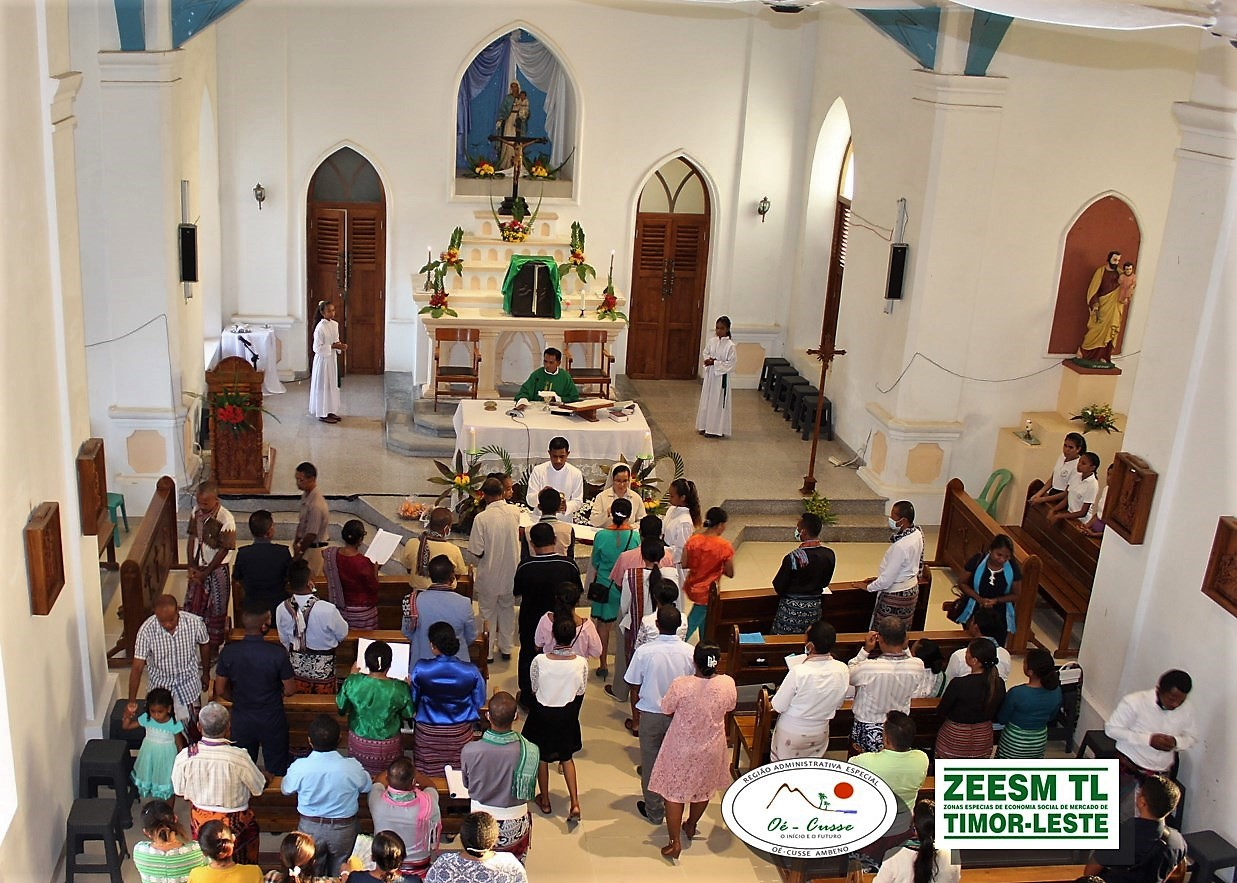
Der Innenraum der Kirche